# Вичегда
Вѝчегда (на руски: Вычегда) е голяма река в североизточната част на Европейска Русия, най-голям (десен) приток на Северна Двина. Дължината ѝ е 1130 km, която ѝ отрежда 39-о място по дължина в Русия. Протича на територията на Република Коми и Архангелска област.

## География

### Извор, течение, устие
Река Вичегда води началото си от блатото Дзюр Нюр, разположено на 245 m н.в., в южната част на Тиманския кряж (Тиманското възвишение), в Троицко-Печорски район на Република Коми. Общото направление на течението ѝ е от изток на запад.
Горното течение на реката (от извора до устието на река Нем, 346 km) преминава по разчленено хълмисто плато с надморска височина от 200 до 250 m. В този участък долината ѝ е тясна – 150 – 200 m, врязана на 20 – 40 m спрямо околния терен. Течението ѝ е бързо (0,6 – 0,7 m/s), с много завои, прагове и плитчини, с ширина от 15 – 20 до 80 – 100 m и дълбочина 3 m (на места до 10 m).
Средното течение на реката (от устието на Нем до устието на Сисола, 365 km) преминава през обширна равнина между Тиманския кряж (Тиманското възвишение) на североизток и възвишението Северни Ували на юг. Долината ѝ става широка до 10 km, появява се двустранна заливна тераса, която е силно заблатена, обрасла с ливади. Течението ѝ става бавно (0,3 – 0,6 m/s), появяват се много протоци, старици и острови. Ширината на коритото ѝ е от 100 до 680 m, то е неустойчиво, изменящо местоположението си.
Долното течение на реката (от река Сисола до устието, 420 km) запазва същите характеристики като средното течение, като тук долината ѝ става още по-широка, увеличава се площта на заливните и тераси и заблатените участъци, а скоростта на течението и още повече намалява. Влива се отдясно в река Северна Двина при нейния 673 km, при град Котлас, Архангелска област, на 40 m н.в.

### Водосборен басейн
Водосборният басейн на река Вичегда обхваща площ от 121 000 km2 и представлява 33,89% от водосборния басейн на река Северна Двина. Простира се на територията на Република Коми и Архангелска област. Почти на 100% басейнът ѝ е покрит с гъсти гори (ела, бор, бреза и др.), а блатата заемат 18,6%.
Водосборният басейн на реката граничи със следните водосборни басейна:
- на север – водосборният басейн на река Мезен);
- на североизток – водосборният басейн на река Печора);
- на югоизток – водосборният басейн на река Волга);
- на югозапад – водосборният басейн на река Луза;
- на северозапад – водосборният басейн на река Уфтюга (десен приток на Северна Двина).

### Притоци
Река Вичегда получава 1 137 притока, от които 19 са дължина над 100 km, в т.ч. 7 реки с дължина между 200 и 500 km.
Леви притоци – Тимшер (113 km, 842 km2), Южна Милва (132 km, 1 510 km2), Лопю (131 km, 1310 km2), Нем (260 km, 4230 km2), Северна Келтма (155 km, 7960 km2), Угдим (116 km, 843 km2), Локчим (263 km, 6600 km2), Сисола (487 km, 17 200 km2), Пожег (137 km, 2480 km2), Шиес (103 km, 1040 km2), Верхная Лупя (175 km, 1520 km2), Нижная Лупя (103 km, 991 km2), Вилед (321 km, 5610 km2);
Десни притоци – Чер Вичегодска (113 km, 842 km2), Вол (174 km, 1810 km2), Вишера (247 km, 8780 km2), Вим (499 km, 25 600 km2, най-голям приток), Йортим (130 km, 741 km2), Яренга (281 km, 5140 km2).

### Хидрология
Подхранването на Вичегда е предимно снегово (43 – 48%), но е голям процента и на подземното подхранване (35 – 40%), което се обяснява с това, че реката в по-голямата си част протича през карстов район.. Пълноводието ѝ е през май и юни, като повишава нивото си от 2 до 6 m и залива обширни пространства в долината си. Среден годишен отток в устието – 1 160 m3/s, при село Уст Нем (на 785 km) – 162 m3/s, при град Сиктивкар (на 420 km) – 601 m3/s. Замръзва в началото на ноември, а се размразява в края на април.
Средномесечен отток на река Вичегда (m3/s) при село Федяково (на 65 km от устието) от 1962 по 1999 г.

## Селища
По течението на реката са разположени селата Уст Кулом и Айкино (районни центрове) и посьолките Садкиркещ (квартал на град Сиктивкар) и Жешерт в Република Коми, село Яренск (районен център) и градовете Коряжма, Солвичегодск и Котлас в Архангелска област.

## Стопанско значение
През месеците май и юни реката е плавателно до село Волдино (Република Коми) при 935 km, а през есенния период – до село Уст Кулом (Република Коми) при 693 km. Главни пристанища са: Солвичегодск, Яренск, Межог, Айкино, Сиктивкар и Уст Кулом. По неустойчивостта на коритото си ш множеството подвижни пясъци река Вичегда заема първо място в Русия, което усложнява корабоплаването по нея.